# Мустафаева, Лалезар Башир кызы
Мустафаева Лалезар Башир кызы (род. 30 сентября 1962, Куллар, Балакенский район) — Азербайджанская актриса, чтец, Народная артистка Азербайджанской Республики (2002).

## Жизнь и творческая деятельность
Лалезар Башир кызы Мустафаева родилась 30 сентября 1962 года в селе Гюльлар Балакенского района.
Л. Мустафаеву, получившую высшее образование в 1990 году, определили в Академический национальный драматический театр.
За годы работы актрисой она сыграла Ичген Хатун («Меч, который режет себя»), Малахат («Соревнование», Б. Вагабзаде), Амелию («Волчица», Ф. Г. Лорка), Гульбахар («Моя Книга Матери», Дж. Мамедгулузаде), учителя Кумру («Месть матери», В.Бабанлы), Абби Патнем («Страсти под вязами», Ю.О Нил), Махин бану («Фархад и Ширин», С.Вургун), Также созданы персонажи Зиба ханум («Министр Лянкяранского хана», М. Ф. Ахундов), Жугова ханум («Люди мира сего», Хидаят), Кербалаи Фатьма («Мертвые», Джалил Мамедгулузаде).
Мать Вусалы Набиевой, сыгравшей роль Гумрал в фильме «Пенджере».

## Награды
- Премия Джафара Джаббарлы — 2010 г.[1]
- Заслуженный артист Азербайджанской Республики — 1998 г.
- Народный артист Азербайджанской Республики — 2002 г.
- Персональная пенсия Президента Азербайджанской Республики — 9 мая 2024 г.[2]
- Удостоена Президентской премии — 9 мая 2012 г., 30 апреля 2014 г.[3], 6 мая 2015 г.[4], 6 мая 2016 г.[5], 1 мая 2017 г.[6], 9 мая 2018 г.[7], 10 мая 2019 г.[8], 7 мая 2020 г.[9], 7 мая 2021 г.[10], 10 мая 2022 г.[11] и 6 мая 2023 г.[12]
- Почётный диплом Президента Азербайджанской Республики — 29 октября 2019 г.[13][14]

## Фильмография
Список работ:
- Всадник на белом коне (фильм, 1995) (полнометражный художественный фильм) — роль: Шахла
- Балаш и Медина (фильм, 2003)
- Мы вернемся (фильм, 2007)
- Борадигах (фильм, 2002)
- Звезда зари, Звезда судьбы (фильм, 2001)
- Стена (фильм, 1991)
- Ахмед Бакиханов (фильм, 2003)
- Мужчина для молодой женщины (фильм, 1988)
- Гирдиман (фильм, 2003)
- Растрел перенесен (фильм, 2002)
- Черная «Волга» (фильм, 1994)
- Газельхан (фильм, 1991)
- Лагич (фильм, 2004)
- Клетка достоинства (фильм, 2011)
- Мария (фильм, 2004)
- Нафталан (фильм, 2003)
- Музеи Нахичевана (фильм, 2003)
- Окно (фильм, 1991)
- О любви (фильм, 2015) (короткометражный игровой фильм)
- Мы ищем тебя… (фильм, 2013)
- Дальний зеленый остров (фильм, 2004)
- По следам подземного города (фильм, 2004)